# The Bold Type
The Bold Type é uma série de televisão norte-americana do gênero de comédia dramática, criada por Sarah Watson, e estrelada por Katie Stevens, Aisha Dee, e Meghann Fahy. É inspirada na vida da ex-editora-chefe da Cosmopolitan, Joanna Coles. A série estreou oficialmente com um episódio de duas horas no Freeform em 11 de julho de 2017, depois que o episódio piloto foi ao ar em uma prévia especial em 20 de junho de 2017. Em 4 de outubro de 2017, a Freeform renovou a série por duas temporadas adicionais de 10 episódios cada. A segunda temporada estreou em 12 de junho de 2018 enquanto que a terceira estreou em 9 de abril de 2019. A quarta temporada estreou em 23 de janeiro de 2020, cortada de 18 para 16 episódios no encerramento da produção devido à pandemia. Em janeiro de 2021, a série foi renovada para uma quinta e última temporada, que estreou em 26 de maio de 2021.
No Brasil, a partir de 1º de março de 2024, todas as cinco temporadas de The Bold Type estarão disponíveis no Prime Video.

## Sinopse
Três amigas se unem para conquistar o sucesso em Nova York, batalhando para fazer seus sonhos resistirem ás realidades da vida, e, quando têm um tempo livre, procurando o amor verdadeiro. Jane foi recentemente promovida a redatora da Scarlet Magazine, um periódico renomado focado em estilo de vida. Mesmo sendo tão apaixonada pelo que faz e determinada a ter sucesso, Jane por vezes hesita perante os desafios da vida na cidade grande. Por sorte ela conta com a ajuda da amiga Kat , a diretora de mídia social da empresa, que é destemida e ousada. Sutton é a última das três a ocupar o cargo de assistente, mesmo sempre trabalhando até a exaustão. Pelo menos o trabalho lhe distrai do segredo que precisa esconder das amigas. As três trabalham sob a guarda da editora chefe Jacqueline , que comanda a revista equilibrando dureza e cuidado com suas subordinadas. Elas dividem a redação com Alex, que só aceitou o emprego depois de perder a vaga dos sonhos em outra publicação, e Richard , um membro do conselho diretor e advogado da revista - e conquistador.

## Elenco

### Regular
- Katie Stevens como Jane Sloan[5]
- Aisha Dee como Kat Edison.[5]
- Meghann Fahy como Sutton Brady.[5]
- Sam Page como Richard Hunter[6]
- Matt Ward como Alex Crawford[5]
- Melora Hardin como Jacqueline Carlyle[7]
- Nikohl Boosheri como Adena El-Amin (2ª temporada; recorrente 1ª temporada)[8]
- Stephen Conrad Moore como Oliver Grayson (2ª temporada; recorrente 1ª temporada)[8]

### Recorrente
- Emily C. Chang como Lauren Park
- Dan Jeannotte como Ryan Decker
- Luca James Lee como Ben Chan[9]
- Siobhan Murphy como Cleo

## Episódios
| Temporada | Ano  | Episódios | Primeira Exibição     | Última Exibição       |
| --------- | ---- | --------- | --------------------- | --------------------- |
| 1         | 2017 | 10        | 20 de junho de 2017   | 5 de setembro de 2017 |
| 2         | 2018 | 10        | 12 de junho de 2018   | 7 de agosto de 2018   |
| 3         | 2019 | 10        | 9 de abril de 2019    | 11 de junho de 2019   |
| 4         | 2020 | 16        | 23 de janeiro de 2020 | 16 de julho de 2020   |
| 5         | 2021 | 6         | 26 de maio de 2021    | 30 de junho de 2021   |

## Produção

### Desenvolvimento
Em 7 de abril de 2016, a Freeform anunciou que havia dado uma ordem piloto para a Issues, uma série inspirada na vida da ex-editora-chefe da Cosmopolitan, Joanna Coles. Foi encomendado em série pela Freeform em janeiro de 2017, e mais tarde foi renomeado para The Bold Type.
Em 6 de março de 2017, a Freeform anunciou que The Bold Type estrearia na terça-feira, 11 de julho de 2017 às 21:00. O piloto foi ao ar como uma pré-estréia especial em 20 de junho de 2017, três semanas antes de sua data oficial de estréia.
A Freeform renovou a série para uma segunda e terceira temporada, composta por 10 episódios cada, em 4 de outubro de 2017. Ao mesmo tempo, foi anunciado que Amanda Lasher assumiria o papel de showrunner após a criadora da série Sarah Watson ter "diferenças criativas com a rede".
No Reino Unido, Alemanha, França e Espanha, a série estreou exclusivamente no Amazon Prime Video em 9 de fevereiro de 2018.
No Brasil, a série chegou no serviço de streaming Netflix quatro anos após sua estreia nos Estados Unidos

### Escolha do elenco
Sam Page, que interpreta Richard Hunter, membro do conselho diretor da Scarlet e advogado do grupo editorial da revista, foi o primeiro membro do elenco a ser anunciado em 16 de agosto de 2016, seguida por Melora Hardin em 18 de agosto de 2016. Hardin foi escalada para interpretar Jacqueline, a editora-chefe da revista Scarlet Magazine.
Katie Stevens, Aisha Dee e Meghann Fahy foram anunciados como protagonistas da série, Jane, Kat e Sutton em 22 de agosto de 2016. Stevens interpreta Jane, que acaba de conseguir seu emprego dos sonhos Escritor de Scarlet, Dee interpreta Kat, a diretora de mídia social de Scarlet, enquanto Fahy interpreta Sutton, a última de suas amigas a ainda estar no trabalho de uma assistente. Matt Ward completa o elenco principal como Alex, um colega escritor de Scarlet.
Em 30 de março de 2017, foi anunciado que Nikohl Boosheri deveria se repetir na série como Adena El-Amin, uma fotógrafa que desenvolve um relacionamento romântico complicado com Kat. Emily Chang se juntou ao elenco em 2 de maio de 2017, como Lauren Park, uma editora executiva contundente e sobrecarregada de trabalho na Scarlet Magazine.
Em 8 de março de 2018, foi relatado que os recém-chegados Luca James Lee e Siobhan Murphy foram escolhidos para papéis recorrentes na segunda temporada. Lee interpretará Ben, um interesse amoroso em potencial por Jane, enquanto Murphy interpretará Cleo, uma nova integrante do conselho da editora. Além disso, Dan Jeonnette retornará como Pinstripe em um papel de convidado.

### Filmagens
A série foi filmada em Montreal, no Canadá.

## Recepção

### Recepção critica
No site de agregadores de revisão Rotten Tomatoes, a primeira temporada tem uma classificação de aprovação de 96%, com uma classificação média de 7,5/10 com base em 24 comentários. O consenso do site diz: "Inteligente, hip e exuberante, o The Bold Type combina nitidamente sua trama com o drama do ambiente de trabalho que parece muito do momento." Metacritic, que usa uma média ponderada, atribuiu uma pontuação de 58 de 100 com base em 8 revisões, indicando "revisões mistas ou médias".
No Rotten Tomatoes, a 2ª temporada teve uma taxa de aprovação de 100%, com uma classificação média de 7.1/10 com base em 11 revisões. O consenso do site diz, "The Bold Type apresenta um retrato aspiracional, mas refrescantemente realista, das carreiras, amizades e vidas amorosas das jovens mulheres em uma cidade grande."
No Brasil, o título estreou no top 10 dos mais assistidos do país pela Netflix.

### Ratings

#### 1ª temporada (2017)
| №  | Título                              | Exibição original     | Rating/share (18–49) | Audiência (em milhões) | DVR (18–49) | Audiência em DVR (milhões) | Total (18–49) | Audiência total (em milhões) |
| -- | ----------------------------------- | --------------------- | -------------------- | ---------------------- | ----------- | -------------------------- | ------------- | ---------------------------- |
| 1  | "Pilot"                             | 11 de julho de 2017   | 0.2                  | 0.36                   | N/A         | N/A                        | N/A           | N/A                          |
| 2  | "O Hell No"                         | 11 de julho de 2017   | 0.1                  | 0.30                   | 0.2         | 0.30                       | 0.3           | 0.60                         |
| 3  | "The Woman Behind the Clothes"      | 18 de julho de 2017   | 0.1                  | 0.28                   | 0.2         | 0.32                       | 0.3           | 0.60                         |
| 4  | "If You Can't Do It With Feeling"   | 25 de julho de 2017   | 0.1                  | 0.36                   | N/A         | N/A                        | N/A           | N/A                          |
| 5  | "No Feminism in the Champagne Room" | 1 de agosto de 2017   | 0.2                  | 0.35                   | N/A         | 0.35                       | N/A           | 0.70                         |
| 6  | "The Breast Issue"                  | 8 de agosto de 2017   | 0.2                  | 0.34                   | N/A         | 0.40                       | N/A           | 0.74                         |
| 7  | "Three Girls in a Tub"              | 15 de agosto de 2017  | 0.1                  | 0.29                   | 0.2         | 0.43                       | 0.3           | 0.72                         |
| 8  | "The End of the Beginning"          | 22 de agosto de 2017  | 0.1                  | 0.28                   | 0.2         | 0.44                       | 0.3           | 0.72                         |
| 9  | "Before Tequila Sunrise"            | 29 de agosto de 2017  | 0.2                  | 0.36                   | N/A         | 0.36                       | N/A           | 0.72                         |
| 10 | "Carry the Weight"                  | 5 de setembro dr 2017 | 0.2                  | 0.33                   | N/A         | N/A                        | N/A           | N/A                          |

#### 2ª temporada (2018)
| №  | Título                    | Exibição original   | Rating/share (18–49) | Audiência (em milhões) | DVR (18–49) | Audiência em DVR (milhões) | Total (18–49) | Audiência total (em milhões) |
| -- | ------------------------- | ------------------- | -------------------- | ---------------------- | ----------- | -------------------------- | ------------- | ---------------------------- |
| 1  | "Feminist Army"           | 12 de junho de 2018 | 0.14                 | 0.30                   | 0.10        | 0.25                       | 0.24          | 0.55                         |
| 2  | "Rose Colored Glasses"    | 12 de junho de 2018 | 0.09                 | 0.18                   | 0.08        | 0.18                       | 0.17          | 0.36                         |
| 3  | "The Scarlet Letter"      | 19 de juho de 2018  | 0.17                 | 0.40                   | 0.12        | 0.26                       | 0.29          | 0.66                         |
| 4  | "OMG"                     | 26 de junho de 2018 | 0.14                 | 0.33                   | 0.12        | 0.21                       | 0.26          | 0.55                         |
| 5  | "Stride of Pride"         | 3 de julho de 2018  | 0.15                 | 0.36                   | 0.13        | 0.25                       | 0.28          | 0.61                         |
| 6  | "The Domino Effect"       | 10 de julho de 2018 | 0.15                 | 0.34                   | 0.09        | 0.20                       | 0.24          | 0.54                         |
| 7  | "Betsy"                   | 17 de julho de 2018 | 0.12                 | 0.27                   | 0.11        | 0.25                       | 0.23          | 0.52                         |
| 8  | "Plan B"                  | 24 de julho de 2018 | 0.15                 | 0.33                   | 0.08        | 0.18                       | 0.23          | 0.51                         |
| 9  | "Trippin"                 | 31 de julho de 2018 | 0.11                 | 0.29                   | 0.05        | 0.10                       | 0.16          | 0.39                         |
| 10 | "We'll Always Have Paris" | 7 de agosto de 2018 | 0.13                 | 0.31                   | 0.11        | 0.25                       | 0.24          | 0.56                         |

#### 3ª temporada (2019)
| Nº. | Título                       | Exibição Original   | Rathing/share (18-49) | Audiência (em milhões) | DVR (18-49) | Audiência de DVR (milhões) | Total (18-49) | Audiência Total (em milhões) |
| --- | ---------------------------- | ------------------- | --------------------- | ---------------------- | ----------- | -------------------------- | ------------- | ---------------------------- |
| 1   | "The New Normal"             | 9 de abril de 2019  | 0,1                   | 0,18                   | 0,1         | 0,20                       | 0,2           | 0,38                         |
| 2   | "Plus It Up"                 | 16 de abril de 2019 | 0,1                   | 0,22                   | 0,1         | 0,20                       | 0,2           | 0,42                         |
| 3   | "Stroke of Genius"           | 23 de abril de 2019 | 0,1                   | 0,24                   | 0,1         | 0,12                       | 0,2           | 0,36                         |
| 4   | "The Deep End"               | 30 de abril de 2019 | 0,1                   | 0,24                   | 0,1         | 0,20                       | 0,2           | 0,44                         |
| 5   | "Technical Difficulties"     | 7 de maio de 2019   | 0,1                   | 0,17                   | 0,1         | 0,23                       | 0,2           | 0,40                         |
| 6   | " #TBT "                     | 14 de maio de 2019  | 0,1                   | 0,24                   | 0,1         | 0,16                       | 0,2           | 0,40                         |
| 7   | "Mixed Messages"             | 21 de maio de 2019  | 0,1                   | 0,26                   | 0,1         | 0,21                       | 0,2           | 0,46                         |
| 8   | "Revival"                    | 28 de maio de 2019  | 0,1                   | 0,30                   | N / D       | N / D                      | N / D         | N / D                        |
| 9   | "Final Push"                 | 4 de junho de 2019  | 0,1                   | 0,25                   | 0,1         | 0,23                       | 0,2           | 0,48                         |
| 10  | "Breaking Through the Noise" | 11 de junho de 2019 | 0,1                   | 0,27                   | 0,1         | 0,19                       | 0,2           | 0,46                         |

#### 4ª Temporada (2020)
| №  | Título                        | Exibição original       | Rating/share (18–49) | Audiência (em milhões) | DVR (18–49)    | Audiência em DVR (milhões) | Total (18–49)  | Audiência total (em milhões) |
| -- | ----------------------------- | ----------------------- | -------------------- | ---------------------- | -------------- | -------------------------- | -------------- | ---------------------------- |
| 1  | "Legends of the Fall Issue"   | 23 de Janeiro de 2020   | 0.1                  | 0.13                   | 0.1            | 0.23                       | 0.2            | 0.36                         |
| 2  | "#scarlet"                    | 30 de Janeiro de 2020   | 0.1                  | 0.23                   | 0.1            | 0.29                       | 0.2            | 0.52                         |
| 3  | "Marathon"                    | 6 de Fevereiro de 2020  | 0.1                  | 0.15                   | N/A            | 0.20                       | N/A            | 0.35                         |
| 4  | "Babes in Toyland"            | 13 de Fevereiro de 2020 | 0.0                  | 0.11                   | 0.1            | 0.21                       | 0.1            | 0.32                         |
| 5  | "Tearing Down the Donut Wall" | 20 de Fevereiro de 2020 | 0.1                  | 0.13                   | 0.1            | 0.22                       | 0.2            | 0.35                         |
| 6  | "To Peg or Not to Peg"        | 27 de Fevereiro de 2020 | 0.1                  | 0.15                   | 0.1            | 0.23                       | 0.2            | 0.38                         |
| 7  | "The Space Between"           | 5 de Março de 2020      | 0.1                  | 0.13                   | por determinar | por determinar             | por determinar | por determinar               |
| 8  | "Stardust"                    | 12 de Março de 2020     | 0.1                  | 0.16                   | por determinar | por determinar             | por determinar | por determinar               |
| 9  | "5, 6, 7, 8"                  | 19 de Marcço de 2020    | 0.1                  | 0.17                   | por determinar | por determinar             | por determinar | por determinar               |
| 10 | "Some Kind of Wonderful"      | 26 de Março de 2020     | 0.1                  | 0.16                   | por determinar | por determinar             | por determinar | por determinar               |
| 11 | "Leveling Up"                 | 11 de Junho de 2020     | 0.1                  | 0.19                   | por determinar | por determinar             | por determinar | por determinar               |
| 12 | "Snow Day"                    | 18 de Junho de 2020     | 0.1                  | 0.18                   | por determinar | por determinar             | por determinar | por determinar               |
| 13 | "Lost"                        | 25 de Junho de 2020     | 0.1                  | 0.17                   | por determinar | por determinar             | por determinar | por determinar               |
| 14 | "The Truth Will Set You Free" | 2 de Julho de 2020      | 0.1                  | 0.17                   | por determinar | por determinar             | por determinar | por determinar               |
| 15 | "Love"                        | 9 de Julho de 2020      | 0.1                  | 0.18                   | por determinar | por determinar             | por determinar | por determinar               |
| 16 | "Not Far from the Tree"       | 16 de Julho de 2020     | 0.1                  | 0.20                   | por determinar | por determinar             | por determinar | por determinar               |

#### 5ª Temporada (2021)
| Nº | Título                            | Exibição Original   | Rating/share (18-49) | Audiência (em milhões) | DVR (18-49) | Audiência de DVR (milhões) | Total (18-49) | Audiência Total (em milhões) |
| -- | --------------------------------- | ------------------- | -------------------- | ---------------------- | ----------- | -------------------------- | ------------- | ---------------------------- |
| 1  | "Trust Fall"                      | 26 de maio de 2021  | 0,1                  | 0,18                   | N/D         | N/D                        | N/D           | N/D                          |
| 2  | "The Crossover"                   | 2 de junho de 2021  | 0,1                  | 0,14                   | N/D         | N/D                        | N/D           | N/D                          |
| 3  | "Rolling into the Future"         | 9 de junho de 2021  | 0,1                  | 0,18                   | N/D         | N/D                        | N/D           | N/D                          |
| 4  | "Day Trippers"                    | 16 de junho de 2021 | 0,1                  | 0,14                   | N/D         | N/D                        | N/D           | N/D                          |
| 5  | "Don't Turn Away"                 | 23 de junho de 2021 | 0,1                  | 0,19                   | N/D         | N/D                        | N/D           | N/D                          |
| 6  | "I Expect You to Have Adventures" | 30 de junho de 2021 | 0,1                  | 0,21                   | N/D         | N/D                        | N/D           | N/D                          |

### Prêmios e indicações
| Ano  | Prêmio             | Categoria                             | Nomeado(a)    | Resultado | Ref.   |
| ---- | ------------------ | ------------------------------------- | ------------- | --------- | ------ |
| 2017 | Teen Choice Awards | Melhor Série de TV do Verão           | The Bold Type | Indicado  | [ 46 ] |
| 2017 | Teen Choice Awards | Melhor Estrela da TV do Verão - Atriz | Aisha Dee     | Indicado  | [ 46 ] |
| 2018 | GLAAD Media Awards | Série de Comédia Excepcional          | The Bold Type | Indicado  | [ 47 ] |
| 2018 | Teen Choice Awards | Melhor Série de TV do Verão           | The Bold Type | Indicado  | [ 48 ] |
| 2018 | Teen Choice Awards | Melhor Estrela da TV do Verão- Atriz  | Aisha Dee     | Indicado  | [ 48 ] |
| 2018 | Teen Choice Awards | Melhor Estrela da TV do Verão- Atriz  | Meghann Fahy  | Indicado  | [ 48 ] |
| 2018 | Teen Choice Awards | Melhor Estrela da TV do Verão- Atriz  | Katie Stevens | Indicado  | [ 48 ] |
| 2018 | Imagen Awards      | Melhor Atriz - Televisão              | Katie Stevens | Indicado  | [ 49 ] |
| 2019 | Satellite Awards   | Melhor Série de Drama                 | The Bold Type | Indicado  | [ 50 ] |
| 2019 | Teen Choice Awards | Melhor Série de TV do Verão           | The Bold Type | Indicado  | [ 51 ] |